# Juliane Filser
Juliane Filser (* 7. September 1959 in München) ist eine deutsche Biologin, Ökologin und Professorin für allgemeine und theoretische Ökologie an der Universität Bremen. Sie beschäftigt sich hauptsächlich mit der Bodenökologie (speziell Bodenzoologie), Umweltrisikoforschung und Ökotoxikologie. Aktuelle Forschungsschwerpunkte (2019) sind mögliche Umweltrisiken von Nanopartikeln und Steuergrößen des Kohlenstoffhaushalts in Böden.

## Leben

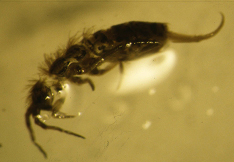
Orchesella villosa, ein an der Bodenoberfläche lebender Springschwanz (Collembole). Mit dieser bedeutenden Gruppe kleiner Bodenarthropoden beschäftigt sich Filser seit 1986.

Juliane Filser studierte an der Ludwig-Maximilians-Universität München (LMU) Biologie und diplomierte und promovierte dort in Zoologie und Ökologie. Zwischen 1988 und 2000 war sie am Institut für Bodenökologie des GSF-Forschungszentrums für Umwelt und Gesundheit und baute dort die Zoologische AG auf. Seit 1991 arbeitete sie dort im Rahmen des damals europaweit größten Projekts zur Agrarökosystemforschung. 2000 habilitierte sie sich an der LMU und bekam einen Lehrstuhl für Ökologie an der Uni Bremen. Seit 2008 ist sie Vizedirektorin des UFT Umweltforschungszentrums der Universität Bremen.
2005 legte sie ein Sabbatjahr (sabbatical) bei Alterra Green World Research in Wageningen, NL ein.

## Forschungsschwerpunkte
- Ökologie terrestrischer Ökosysteme
- Bodentiere und ökosystemare Funktionen
- Anthropogene Eingriffe in Ökosystemen und Landschaften: Beurteilung der Auswirkungen und Steuerung biotischer Prozesse
- Biologie und Diversität von Bodentieren

Sie und ihre Arbeitsgruppe arbeiten speziell an folgenden Themen (Stand 2019):
- Auswirkungen von Bodeneigenschaften auf Verbleib, Wirkung und Bioakkumulation metallischer Nanopartikel
- Auswirkungen von Kupferoxidnanopartikeln in limnischen und terrestrischen Systemen
- Identifikation von Schwachstellen bei der Chemkalienregulierung
- Bedeutung von Bodentieren für den Kohlenstoffhaushalt von Böden
- Zuschlagstoffe zur Verbesserung durch Austrocknung, Übernutzung oder Kontamination gefährdeter Böden

## Lehre
Juliane Filser lehrt in den Biologie- und Ökologie-Studiengängen der Universität Bremen. Schwerpunkte sind hierbei Veranstaltungen zu:
- Allgemeiner Ökologie und Formenkenntnis
- Ökologischen Arbeitsmethoden, Experimentplanung und Statistik
- Bodenökologie, insbesondere Bodenzoologie und anwendungsorientierte Aspekte
- Umweltrisikoforschung und Ökotoxikologie

## Engagement
Juliane Filser engagiert sich für den Biodiversitätsschutz in Deutschland und ist Mitglied im Netzwerk Forum Biodiversitätsforschung Deutschland (NeFo) und in verschiedenen AGs der Gesellschaft für Ökologie (Deutschland). Sie ist Mitglied zahlreicher weiterer Fachgesellschaften (u. a. Bodenkunde, Ökotoxikologie, Entomologie).

## Publikationen
- R. B. Schäfer, M. Liess, R. Altenburger, J. Filser, H. Hollert, M. Roß-Nickoll, A. Schäffer, M. Scheringer: Future pesticide risk assessment: narrowing the gap between intention and reality. In: Environmental Sciences Europe. Band 31, 2019, S. 21. doi:10.1186/s12302-019-0203-3
- J. Filser, J. H. Faber, A. V. Tiunov, L. Lijbert-Brussaard, J. Frouz, G. De Deyn, A. V. Uvarov, M. P. Berg, P. Lavelle, M. Loreau, D. H. Wall, P. Querner, H. Eijsackers, J. J. Jiménez: Soil fauna: key to new carbon models. In: Soil. Band 2, Nr. 4, 2016, S. 565–682. doi:10.5194/soil-2-565-2016
- M. McKee, J. Filser: Impacts of metal-based engineered nanomaterials on soil communities. In: Environmental Science: Nano. Nr. 3, 2016, S. 506–533. doi:10.1039/C6EN00007J
- J. Filser, S. Wiegmann, B. Schröder: Collembola in Ecotoxicology - any News or just Boring Routine? In: Applied Soil Ecology. Band 83, 2014, S. 193–199. doi:10.1016/j.apsoil.2013.07.007
- J. Filser, D. Arndt, J. Baumann, M. Geppert, S. Hackmann, E. M. Luther, C. Pade, K. Prenzel, H. Wigger, J. Arning, M. C. Hohnholt, J. Köser, A. Kück, E. Lesnikow, J. Neumann, S. Schütrumpf, J. Warrelmann, M. Bäumer, R. Dringen, A. von Gleich, P. Swiderek, J. Thöming: Intrinsically green iron oxide nanoparticles? From synthesis via (eco-)toxicology to scenario modelling. In: Nanoscale. Band 5, 2013, S. 1034–1046.
- M. Matzke, S. Stolte, J. Arning, U. Uebers, J. Filser: Ionic liquids in soils: Effects of different anion species of imidazolium based ionic liquids on wheat (Triticum aestivum) as affected by different clay minerals and clay concentrations. In: Ecotoxicology. 2009. doi:10.1007/s10646-008-0272-3
- T. S. Hoffmeister, L. E. M. Vet, A. Biere, K. Holsinger, J. Filser: Ecological and evolutionary consequences of biological invasion and habitat fragmentation. In: Ecosystems. Band 8, 2005, S. 657–667.

mm